# سياسة سوريا
تعتبر سياسة سوريا في مرحلة من الفوضى نتيجة الثورة السورية التي اندلعت في 15 مارس 2011، وأخذت بعدًا عسكريًا متصاعدًا خلال العام 2012. بموجب دستور 2012، والذي أقرّ خلال الثورة، فإن النظام السياسي يقوم على مبدأ الديموقراطية وحكم الشعب والتعددية السياسية والاقتصادية، ويكفل الحريات العامة كالتعبير والتجمّع والنشر. النظام من حيث الشكل هو نظام نصف رئاسي، أما من حيث الصلاحيات فهو نظام رئاسي. ينتخب الرئيس لسبع سنوات قابلة للتجديد مرة واحدة، على أن تدخل المادة المتعلقة بالولايتين التنفيذ عام 2014، ويشترط في المرشح أن يحصل على تأييد 35 عضوًا في مجلس الشعب. مجلس الشعب هو السلطة التشريعية المنتخبة على أساس أكثري وفق دائرة هي المحافظة - أي التقسيم الأولي، ومن حقها سنّ التشريعات وإقرار الموازنة، وإعلان الحرب. يحقّ للرئيس التشريع خارج دورات انعقاد مجلس الشعب، وهو أمر شائع في الحياة السياسية السورية. كما أن الحكومة يختارها الرئيس دون موافقة البرلمان. وتمثل المحكمة الدستورية العليا السلطة القضائية في البلاد، وتختار من قبل الرئيس أيضًا دون أن يتمكن من عزل أعضائها حتى انتهاء ولايتهم. الحزب الحاكم منذ 1963 هو حزب البعث العربي الاشتراكي وقد وصل إلى السلطة بانقلاب الثامن من آذار، ويعاونه ائتلاف حاكم يدعى الجبهة الوطنية التقدمية.
وإلى جانب جيش النظام السوري الذي يشكل المؤسسة العسكرية الرسمية، فإنه خلال الثورة ظهر الجيش السوري الحر، وعدة تنظيمات مسلحة أخرى لا ترتبط به، ويتقاسم الجيشان السلطة على الأرض السورية، في حين تدور معارك واشتباكات في مناطق أخرى. المعارضة السورية تجتمع أساسًا في الائتلاف الوطني لقوى الثورة والمعارضة السورية، والذي يطالب بإسقاط النظام، وقامت العديد من دول العالم من الاعتراف به سياسيًا كممثل شرعي للشعب السوري. وإلى جانب الائتلاف توجد مجموعات معارضة أخرى غير منضوية تحت لواءه.

## خلفية تاريخية
لم تعرف سوريا انتخابات ديمقراطية منذ تول حزب البعث السلطة عام 1963. قبل ذلك، تم تنظيم انتخابات ديمقراطية عام 1943، تشرين الثاني 1949، أيلول 1954، أيار 1957 (انتخابات جزئية) وفي الأول من كانون الأول 1961.
منذ عام 1963، الجمهورية العربية السورية يحكمها حزب البعث العربي الاشتراكي، الذي وصل إلى السلطة عن طريق انقلاب عسكري. ينتمي أغلب المسؤولين في السلطة إلى الأقلية العلوية. يشكل حزب البعث والأحزاب الموالية له تآلفاً يسمى الجبهة الوطنية التقدمية، وتحتكر الجبهة ثلثي المقاعد في البرلمان السوري المسمى مجلس الشعب والذي يضم 250 عضوا، وبقية المقاعد(83 مقعدا) مخصصة لنواب مستقلين. تعيش سورية تحت حالة الطوارئ منذ عام 1963. بعد وفاة حافظ الأسد انتقل الحكم إلى ابنه الثاني بشار الأسد.
يمنح دستور 13 آذار 1973 حزب البعث دور الحزب القائد وأغلبية طفيفة في مجلس الشعب، ويمن رئيس البلاد صلاحيات واسعة. يرشح رئيس الجمهورية من قبل مجلس الشعب بناءً على اقتراح من القيادة القطرية لحزب البعث، ثم يجري استفتاء عام لولاية مدتها سبع سنوات. يجمع رئيس الجمهورية بين مناصب الأمين العام لحزب البعث ورئيس الجبهة الوطنية التقدمية، وله الحق في تسمية رئيس الوزراء وإعلان الحرب وحالة الطوارئ، وإصدار المراسيم وتعيين الموظفين وضباط الجيش.
يبدو النظام السياسي على الورق وكأنه نظام ديمقراطي، ولكن في الواقع يمارس حزب البعث والجهاز الأمني والجيش سيطرة محكمة على الحياة السياسية للبلد. يحافظ الحزب على سيطرته بوسيلتين: جهاز أمني لديه الضوء الأخضر في ممارسات خارج نطاق القانون وفيها خروق لحقوق الإنسان، ومن جهة ثانية عن طريق ممثلين لكافة الأقليات الدينية والعشائر. المسؤولون والضباط موالون للسلطة بغية الحفاظ كل على منصبه.
تتكون الجبهة الوطنية التقدمية من سبعة أحزاب بقيادة حزب البعث الذي يشكل 51% من مقاعد الجبهة، وشكلت لإعطاء صيغة ديمقراطية لسيطرة حزب البعث المطلقة. 
تعيش سوريا في عزلة عن الواقع العربي والعالمي فرضته سياسات الرئيس حافظ الأسد ومواقفه الرافضة للتفاوض ودعمه لمنظمات مصنفة ارهابية كحركة حماس وحزب الله. تعاظمت الهوة بين النظام والشعب حتى فقد الشعب أي اهتمام بالسياسة. الإقبال على الإنتخابات منخفض نتيجة معرفة الشعب بعدم جدوى التصويت في انتخابات محسومة سلفاً حتى أنه في بعض المناطق الريفية لا تجتمع الأصوات الكافية لنجاح أي مرشح فيتم اختيار مرشحي الجبهة الوطنية التقدمية بالتزكية.
بعد وفاة الرئيس حافظ الأسد في 10 حزيران 2000، اجتمع مجلس الشعب في جلسة استثنائية وتم تعديل الدستور بحيث يخفض العمر اللازم للترشح للرئاسة من 40 عاما إلى 34 عاما، وهو عُمر بشار الأسد آنذاك، وتم ترشيحه من قبل القيادة القطرية وتصديق مجلس الشعب على ترشيحه كمرشح وحيد للرئاسة. تم إجراء استفتاء جاءت نتيجته مؤيدة بنسبة 97%.
منح التحرر من القبضة الحديدية للرئيس حافظ الأسد وتوجه الأنظار باتجاه الرئيس الشاب أملا بالتغيير للديمقراطية، وعرفت سوريا فترة من الحرية النسبية عرفت بربيع دمشق تميزت بلقاء المفكرين والسياسيين في منتديات للتحاور والنقاش، لكن هذا الربيع لم يدم طويلاً، حيث في سبتمبر 2001 تمت حملة من الاعتقالات السياسية وملاحقة مرتادي هذه المنتديات.

### مجلس الشعب
مجلس الشعب في الجمهورية العربية السورية مقره في دمشق وهو البرلمان السوري، وهو السلطة التشريعية، ويقوم المجلس بإقرار السياسة العامة للدولة في مجالات التشريع والموازنة العامة والتنمية الاجتماعية والاقتصادية وغيرها من الأمور التي تتعلق بالسياسة العامة للدولة بموجب الدستور.

## الحياة السياسية

### الأحزاب والقوى السياسية
التجربة الحزبية في سوريا نشأت أواخر القرن التاسع عشر ممثلة بالجمعيات السياسية؛ وخلال مرحلة ما بعد العثمانيين والانتداب الفرنسي ظهرت العديد من الأحزاب غير أنه لم يكتب لها الاستمرارية. خلال فترة الانتداب، التنظيم السياسي الأقوى، كان الكتلة الوطنية، والتي وقفت مقابل المعتدلين، وهو المصطلح الذي يشير إلى الشخصيات السياسية المستقلة التي كانت متحالفة مع الانتداب. بعد الاستقلال انقسمت الكتلة الوطنية إلى حزب الشعب والحزب الوطني؛ وظلّ حزب الشعب حتى نهاية عهد الجمهورية الأولى يحرز المركز الأول في الانتخابات النيابية دون أن يمكن من تحقيق غالبية، أما الحزب الوطني فحلّ ثانيًا ثم تراجع للمركز الثالث بعد انتخابات 1954.
الحزب الثالث والذي حقق المركز الثاني منذ انتخابات 1954 هو حزب البعث العربي الاشتراكي، الذي أسسه ميشيل عفلق وأكرم الحوراني مستندًا إلى تحرير الاقتصاد من السلطة الإقطاعية ودعم حقوق العمال، فكان قريبًا لكن أكثر تطرفًا من حزب الشعب في برامجه الاقتصادية خلافًا للحزب الوطني الذي يمثل الطبقة الإقطاعية والغنية؛ أما من الناحية الآيديولوية فإن حزب البعث كان يؤكد على القومية العربية و«قوة العرب في وحدتهم» متقاربًا مع التيار الغالب الذي يرأسه القوتلي في الحزب الوطني. الأحزاب الصغيرة كانت تشمل الإخوان المسلمين الذين حققوا 3% في انتخابات 1954، و5% في انتخابات 1961، والحزب الشيوعي والسوري القومي والتحرر العربي وحزب التعاون، إلى جانب حركات شبابية مثل حركة القمصان البيض. ونظرًا لعدم انتشار التجربة السياسية في الريف، فإن أغلب ممثلي الأرياف والمدن الصغيرة كانوا من المستقلين، إلى جانب شخصيات بارزة أخرى أمثال خالد العظم. في جميع البرلمانات السورية كان المستقلون هم الكتلة الكبرى، وغالبًا ما يتوزعون بين من ينضم للكتل الحزيبة أو يؤسس كتلاً مستقلة مثل «الكتلة الدستورية» برئاسة خالد العظم.

شعار الائتلاف الوطني لقوى الثورة والمعارضة السورية.

بعد وصول البعث إلى السلطة، توقفت التعددية السياسية وحلّت جميع الأحزاب ما عدا مجموعة صغيرة من الأحزاب اليسارية والقومية العربية والاشتراكية، سمحت السلطات في الجمهورية الثانية ببقائها، ثم انضوت في إطار الجبهة الوطنية التقدمية، وجاء دستور 1973 ليكرسّ نظام الحزب الواحد. أدى القضاء على التعددية السياسية إلى عدة حركات احتجاجاية منها احتجاجات حماه 1964 التي اندلعت في أعقاب حظر جماعة الإخوان المسلمين. خلال مرحلة ربيع دمشق طالبت قوى سياسية مختلفة بإلغاء قيادة البعث للدولة والمجتمع، وفتح باب التعددية السياسية، غير أن السلطة لم تقدم تجاوبًا. خلال الأزمة السورية، أقر دستور 2012 الذي نصّ على التعددية السياسية، ووضع قانون للأحزاب. غير أنه في انتخابات 2012 التي تمت خلال الأزمة أيضًا، حققت الجبهة الوطنية التقدمية ثلثي المقاعد، وهي النسبة التي تحصل عليها منذ تأسيسها، وأقرب المنافسين كان الجبهة الشعبية للتحرير والتغيير حصلت على 5 مقاعد فقط. بكل الأحوال فإن القوى السياسية المعارضة الرئيسية قد قاطعت هذه الانتخابات. القوى الأساسية للمعارضة السورية مجتمعة في الائتلاف الوطني لقوى الثورة والمعارضة السورية، ويتخد من القاهرة مقرًا له، وقد اعترفت به عدد من دول العالم كممثل شرعي للشعب السوري، فيما رفض تيار بناء الدولة السورية الانضمام للائتلاف حيث يتخذ من دمشق مقراً له.

### الانتخابات
أول انتخابات فعلية حصلت في سوريا هي انتخابات الجمعية التأسيسية عام 1928. وحتى انتخابات 1947، كان النظام الانتخابي هو نظام الدرجتين، أي ينتخب الشعب في كل دائرة مجمع انتخابي يقوم بانتخاب نواب الدائرة، غير أنه ألغي نتيجة الاحتجاجات والإضرابات الشعبية واستبدل بالاقتراع المباشر. كانت وزارة الداخلية تشرف على الانتخابات، ويتولى الجيش تأمينها بحكم المصادمات بين المتحازبين التي كانت غالبًا ما تودي إلى قتلى. حصلت المرأة حق التصويت بدءًا من انتخابات 1949، وباستثناء استفتاءات حسني الزعيم وأديب الشيشكلي والوحدة مع مصر، فإن جميع الانتخابات كانت نزيهة. أيضًا فإنّ 12- 15% من المقاعد كانت تخصص للمسيحيين واليهود، و10% للعشائر المتنقلة. نواب العشائر كانوا يختارون من قبل شيوخ القبيلة دون انتخابات.
في عهد الجمهورية الثانية، صدر قانون الانتخابات عام 1971، ونصّ على كون النظام الأكثري في الدائرة الكبرى التي هي المحافظة، أساس الفوز في الانتخابات. استمرّ العمل بهذا النظام، رغم الانتقادات العديدة الموجهة له، وشكل أساس قانون الانتخاب لعام 2012. تشرف على الانتخابات وزارة الداخلية، وتخضع لإشراف قضائي كامل بموجب قانون 2012، ويعود للمحكمة الدستورية العليا الفصل بالطعون. أما الانتخابات الرئاسية، فباستثناء انتخاب الزعيم عام 1949 وانتخاب الشيشكلي عام 1953، فإن النظام لم يتحول إلى جمهوري رئاسي ينتخب فيه الرئيس من قبل الشعب لا من قبل البرلمان قبل عهد الجمهورية الثانية. دستور 1973، نصّ على أن يقوم حزب البعث بترشيح مرشح واحد لمجلس الشعب، الذي يصادق على المرشح فيحال إلى الاستفتاء الشعبي، وهي طريقة تتماشى مع نظام الحزب الواحد الذي كان سائدًا في البلاد. بموجب دستور 2012، غدا لكل سوري من والدين سوريين، ومقيم في البلاد لمدة عشر سنوات، ولم يحكم عليه سابقًا، الترشح شرط أن يكون مسلمًا ومؤيدًا من 35 عضو في مجلس الشعب، وهو ما لاقى عديدًا من الانتقادات، بخصوص خص باب الترشح عن طريق المجلس. بكل الأحوال، فإن سبعة انتخابات رئاسية قد تمت خلال عهد الجمهورية الثانية بطريقة الاستفتاء، وقد تمت عمليتي انتخاب في أعوام 2014 و2021 وفق نظام انتخابات جديد قائم على طريقة انتخابات رئاسية تعددية، إلا أنه قد شابتها ادعاءات بالتزوير.
إلى جانب الانتخابات الرئاسية والتشريعية، فإن النظام يلحظ انتخابات محلية، لمجالس المدن أو القرى، ومجالس المحافظات، ولا تختلف بشكل كبير عن الانتخابات التشريعية. يبلغ عدد الناخبين السوريين 14.4 مليون ناخب، والحق الانتخابي لمن تجاوز الثامنة عشر من عمره، بموجب بطاقة انتخابية أو بطاقة الهوية الشخصية.

## السياسة الخارجية
سوريا لها حضورها الكبير دولياً وتعد واحدة من أكبر وأهم دول الشرق الأوسط كما تحتفظ بعلاقات مميزة مع الكثير من دول العالم، ومع استمرار التوتر في منطقة الشرق الأوسط بسبب احتلال إسرائيل لأراضي عربية لذلك سوريا لا تعترف بإسرائيل كدولة حتى الآن وتشير إليها بفلسطين المحتلة عبر منابرها السياسية وإعلامها ومناهجها التربوية وبين أبناء شعبها. وما زالت أجزاء من أراضيها واقعة تحت الاحتلال الإسرائيلي. لم يتم حتى الآن أية مفاوضات على السلام رغم أن سوريا أعلنت عن رغبتها بالسلام ضمن شروط ذات معايير تراها ضرورية، وتطالب سوريا دول العالم العدل في التعامل مع قضايا المنطقة لإحلال السلام.

## الجيش العربي السوري
هو الجيش النظامي الرسمي العامل في الجمهورية العربية السورية يخضع لإمرة القائد العام للجيش والقوات المسلحة وهو نفسه رئيس الدولة وينوبه وزير الدفاع.
الخدمة العسكرية إلزامية في سوريا لكل ذكر غير وحيد (له أشقاء ذكور من كلا الوالدين) تجاوز الثامنة عشر من عمره. تستغرق حالياً سنة وتسعة أشهر إذا كان متم لمرحلة التعليم الأساسي وإن لم يكن فتكون الخدمة سنتان بعد التعديلات الأخيرة في القوانين السورية للخدمة العسكرية عام 2007. تفاوتت فترتها قبل ذلك وكانت تستغرق سنتين ونصف أو أكثر في أوقات العمليات العسكرية.
وللمخابرات العسكرية أهمية كبيرة في الجيش حيث قاد هذه الشعبة في السابق لواء آصف شوكت ولكنه قتل يوم 18 يوليو 2012 في انفجار استهدف مقر الأمن القومي في دمشق، أثناء اجتماع وزراء ومسؤولين أمنيين كبار، خلال الأزمة السورية. وقد أعلن الجيش السوري الحر المعارض مسؤوليته عن هذا الهجوم.
لدى الجيش ترسانة من الصواريخ القادرة على الوصول إلى معظم المناطق المأهولة من إسرائيل المعادية لسورية منذ أمد طويل في المنطقة. في أوائل التسعينات، وصواريخ سكود- س يصل مداها إلى أكثر من 500 كيلو متر، وصواريخ سكود- د يصل مداها إلى أكثر من 700 كيلومتر.

### المشاركة في الصراع العسكري / الحروب
- عام 2011 إلى 2024  الحرب على المواطنين السوريين الطالبين بالحرية من خلال ثورة، تكللت حرب النظام بإرتكاب مجازر جماعية و تدمير مدن و أحياء بأكملها و حبس اكثر من مليون شخص و لم يخرج منهم إلا ٣٢ الف شخص و اعتبر الباقي في عداد المفقودين
- عام 1948 الحرب العربية الإسرائيلية (ضد إسرائيل)
- حرب 1967 حرب حزيران أو حرب الأيام الستة 1967 (ضد إسرائيل)
- حرب الاستنزاف (ضد إسرائيل)
- حرب تشرين التحريرية (حرب أكتوبر) حرب 1973 (ضد إسرائيل).
- الحرب الأهلية اللبنانية لحفظ الأمن والاستقرار في لبنان (قوات الردع العربية)ضد المليشيات ومنظمة التحرير والقوات المتمردة وحققت استقرار دام أكثر من 20 عاما في لبنان.
- حرب لبنان 1982 (ضد إسرائيل)
- حرب الخليج الثانية (ضد العراق)
- سرايا الدفاع التابعة لجيش النظام السوري اشتركت أيضاً في إرتكاب مجازر في سوريا، كما في تمرد الأخوان المسلمين في مدنية حماة في ثمانينات القرن الماضي، و راح ضحيتها الآلاف و هجر الآلاف إلى أن سقط النظام في عام ٢٠٢٤

## أنظر أيضًا
- بشار الأسد
- أحمد الشرع
- المواقف السياسية لأحمد الشرع